# 上崎辰次郎
上崎 辰次郎（こうざき たつじろう、1860年（万延元年） - 1895年 （明治28年）3月14日）は、日本の海軍軍人。日清戦争においてその責任感から自決した上等兵曹（当時は准士官）である。

## 生涯
陸奥国北会津郡若松町（現在の福島県会津若松市）出身。上崎家は会津藩士で、禄百石。幕末の当主で父の上崎且馬は番頭組外様士を勤め、桑名藩部隊の軍目付として戊辰戦争で討死した。兄の辰太郎は台湾守備砲兵第三大隊長で死去した陸軍砲兵少佐、甥に野澤北地がいる。1873年(明治6年)、二等若水夫として海軍に採用され、台湾出兵、西南戦争に従軍し、上等兵曹へ進んだ。横須賀水雷隊攻撃部、対馬水雷隊攻撃部を経て、第三水雷艇隊附として日清戦争に参戦し、機雷群突破、防材破壊などに軍功があった。
威海衛の戦い
清国北洋艦隊は威海衛湾を根拠地とし、その湾口に防材を設置し日本海軍の攻撃を防いでいた。上崎の乗艇は威海衛の清側哨戒線に接近し、上崎は防材に爆薬を仕掛ける。この爆薬を電線で乗艇から爆発させたのである。上崎はこの作業を複数回行っている。
1895年2月5日深夜、第三水雷艇隊は威海衛の北洋艦隊攻撃を命じられ、上崎の乗艇する第六号艇は合計10隻で厳寒のなかを出撃した。世界初の水雷夜襲である（威海衛の戦い）。攻撃隊の魚雷は敵艦「定遠」に命中し大破させる戦果を挙げた。この戦闘では清国側から激しい攻撃を受けたが、参加人員は冷静に行動した。戦後軍令部が作成した戦史には上崎について｢殊ニ上等兵曹上崎辰次郎沈着機敏ニシテ實二兵員ノ亀鑑ト為スニ足ルモノアリシ｣と記述されている。しかし上崎が水雷主任を務めていた第六号艇は、発射管の故障のため魚雷が発射できなかった。後日の調査では発射薬を込めるのが早く、湿気を吸ったことが原因であったが、艇長によれば、襲撃当時は時間が経つと湿気の影響で火力が弱くなることが判っておらず、｢当時としては知らないのが当然｣と述べている。
上崎は罰せられることを望んだが、問題にはならなかった。連合艦隊司令長官・伊東祐亨が視察したところ、水雷は発射管から半分出た状態であり、伊東は困難な状況での努力を了とし艇長以下を慰労した。
自決
日清戦争が終結し講和条約締結のため清国代表李鴻章が下関に向かったのを見送った直後、上崎は乗艇の中で家伝の軍刀を用いて切腹した。連絡を受けた艇長が駆けつけると上崎はすでに事切れていた。遺書には切腹の理由として、魚雷を発射できなかった責を戦功をもって償うことができず艇長に申し訳がない旨が記されていた。のち上官、戦友により、横須賀に上崎の碑が建立された。撰文は上崎の乗艇である第六号艇長が読んだ弔辞を漢文に直したものである。艇長は鈴木貫太郎海軍大尉、のちの海軍大将、内閣総理大臣である。なお上崎の軍刀は、海軍水雷学校に保管された。
歌